# Parentia subnigra
Parentia subnigra är en tvåvingeart som först beskrevs av Becker 1924.  Parentia subnigra ingår i släktet Parentia och familjen styltflugor. Inga underarter finns listade i Catalogue of Life.